# Newark and Sherwood
Newark and Sherwood es un distrito no metropolitano del condado de Nottinghamshire (Inglaterra). Fue constituido el 1 de abril de 1974 bajo la Ley de Gobierno Local de 1972 como una fusión del antiguo municipio de Newark y los distritos rurales de Newark y Southwell.

## Geografía
Según la Oficina Nacional de Estadística británica, Newark and Sherwood tiene una superficie de 651,32 km².

## Demografía
Según el censo de 2001, Newark and Sherwood tenía 106 273 habitantes (48,78% varones, 51,22% mujeres) y una densidad de población de 163,17 hab/km². El 19,98% eran menores de 16 años, el 71,9% tenían entre 16 y 74, y el 8,12% eran mayores de 74. La media de edad era de 40,12 años. 
Según su grupo étnico, el 98,54% de los habitantes eran blancos, el 0,58% mestizos, el 0,3% asiáticos, el 0,26% negros, el 0,21% chinos, y el 0,11% de cualquier otro. La mayor parte (96,98%) eran originarios del Reino Unido. El resto de países europeos englobaban al 1,62% de la población, mientras que el 0,26% había nacido en África, el 0,65% en Asia, el 0,3% en América del Norte, el 0,04% en América del Sur, el 0,13% en Oceanía, y el 0,02% en cualquier otro lugar. El cristianismo era profesado por el 79,12%, el budismo por el 0,11%, el hinduismo por el 0,06%, el judaísmo por el 0,06%, el islam por el 0,18%, el sijismo por el 0,07%, y cualquier otra religión por el 0,17%. El 12,91% no eran religiosos y el 7,33% no marcaron ninguna opción en el censo.
El 38,94% de los habitantes estaban solteros, el 45,29% casados, el 1,76% separados, el 6,77% divorciados y el 7,24% viudos. Había 44 465 hogares con residentes, de los cuales el 26,84% estaban habitados por una sola persona, el 9,38% por padres solteros con o sin hijos dependientes, el 62,46% por parejas (53,14% casadas, 9,32% sin casar) con o sin hijos dependientes, y el 1,32% por múltiples personas. Además, había 1481 hogares sin ocupar y 104 eran alojamientos vacacionales o segundas residencias.